# Маккеффри, Берт
Джон Альберт Маккеффри (англ. John Albert McCaffrey; 12 апреля 1893, Листоуэл, Онтарио, Канада — 15 апреля 1955, Торонто, Канада), более известный как Берт Маккеффри (англ. Bert McCaffrey — канадский профессиональный хоккеист, чемпион I зимних Олимпийских игр в составе сборной Канады.

## Карьера
Берт Маккеффри начал свою карьеру хоккеиста, выступая с 1916 по 1920 годы за любительские клубы Хоккейной ассоциации Онтарио. С 1920 по 1924 годы выступал за канадский клуб «Торонто Грэнитс», с которым дважды — в 1922 и 1923 годах — становился обладателем Кубка Аллана. Победа в 1923 году дала право команде представлять Канаду на хоккейном турнире I зимних Олимпийских игр, проводившихся во французском Шамони. В её составе Берт Маккеффри стал олимпийским чемпионом, сыграв все 5 матчей и забив 20 голов.
С 1924 по 1927 годы выступал в НХЛ за клуб «Торонто Сент-Патрикс», который в 1927 году был переименован в «Торонто Мейпл Лифс», а следующие два сезона — за «Питтсбург Пайрэтс». В декабре 1929 года в рамках обмена хоккеистами перебрался в «Монреаль Канадиенс», с которым стал обладателем Кубка Стэнли (сезон 1929/1930).
Берт Маккеффри скончался в 1955 году в больнице города Торонто.